# Schatzalp
Le Schatzalp, aujourd'hui Berghotel Schatzalp, est un hôtel établi sur une terrasse plein sud au-dessus de la ville suisse de Davos, dans les Alpes suisses.

## Histoire

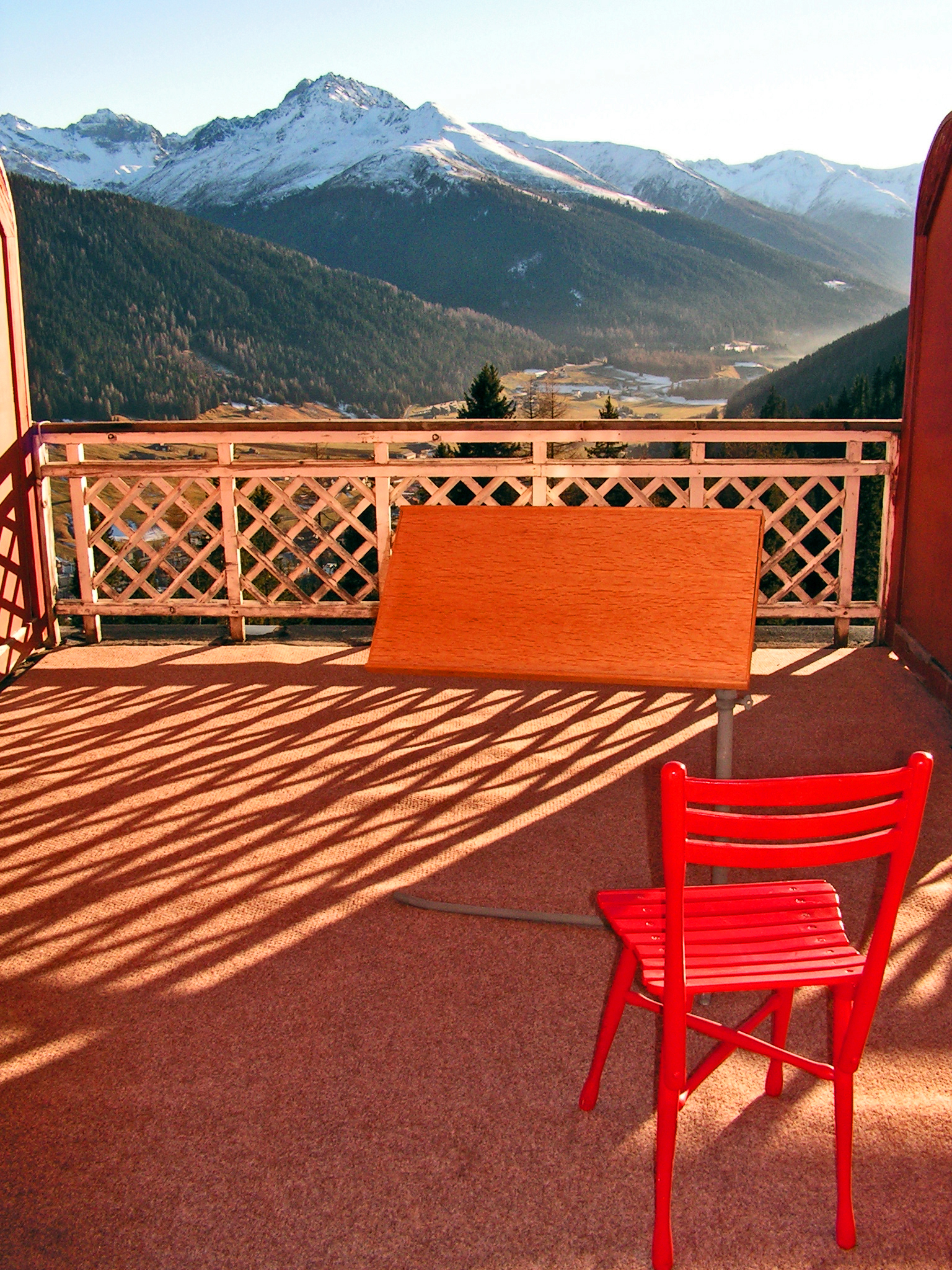
Vue depuis la terrasse d'une chambre.

Willem Jan Holsboer, pionnier de la station thermale de Davos, planifie l'établissement du bâtiment avec ses gendres, Lucius Spengler et Edward Neumann (1866–1941). Le bâtiment, de style Art nouveau, a été construit de 1898 à 1900 comme sanatorium de luxe pour tuberculeux avec comme responsables du projet les architectes Max Haefeli et Otto Pflegard.  Spengler et Edward Neumann sont successivement les deux médecins en chef du sanatorium, et ce jusqu'en 1934. 
Des patients atteints de tuberculose venus principalement de Grande-Bretagne et d'Allemagne y ont été traités et des succès de renommée internationale ont été obtenus avec des opérations thoraciques.
Le bâtiment est depuis 1954 un hôtel.

## Le Schatzalp en littérature et au cinéma
Le Schatzalp est connu par être mentionné diverses fois par Thomas Mann dans son roman La Montagne magique, dont l'action principale se développe cependant dans un autre sanatorium, le Berghof fictif. 
Un autre invité de premier plan du Schatzalp est l'auteur Arthur Conan Doyle.
Le Schatzalp a servi à plusieurs reprises de toile de fond pour le tournage de films. En 2005, le sanatorium est le décor de la série de télé-réalité Das Internat – Schule wie vor 50 Jahren. 
Lors de l'été 2014, le film Youth - La Giovinezza (titre allemand : Ewige Jugend) du lauréat d'un Oscar Paolo Sorrentino y est tourné.
Pour le film Mal de pierres, sorti en 2016, des scènes avec l'actrice principale Marion Cotillard ont été tournées au Schatzalp en 2015.